# Wilfrid North
Wilfrid North, conosciuto anche come Wilfred North, (Londra, 16 gennaio 1863 – Hollywood, 3 giugno 1935), è stato un regista, attore e sceneggiatore britannico.

## Biografia
Nato a Londra nel 1863, cominciò a lavorare per il cinema negli Stati Uniti nel 1910 alla Vitagraph. Girò, nella sua carriera, oltre quaranta film come attore. Ne diresse più di cento, lasciando la regia nel 1922 per tornare sul set solo una volta, nel 1926, come aiuto regista di Ralph Ince. Nel 1916, aveva scritto anche due sceneggiature.

## Filmografia

### Regista
- Love, Luck and Gasoline - cortometraggio (1910)
- On Her Wedding Day - cortometraggio (1912)
- Bunny's Honeymoon - cortometraggio (1913)
- Out of the Storm - cortometraggio (1913)
- The Fortune (1913)
- Seeing Double (1913)
- The Stronger Sex (1913)
- Bunny Versus Cutey (1913)
- Disciplining Daisy (1913)
- Cupid's Hired Man (1913)
- The Carpenter (1913)
- Hubby's Toothache (1913)
- The Only Way (1913)
- When Society Calls (1913)
- The Intruder co-regia Maurice Costello (1913)
- The Feudists (1913)
- The Clown and the Prima Donna (1913)
- When Women Go on the Warpath; or, Why Jonesville Went Dry, co-regia di James Young (1913)
- Fortune's Turn  (come Wilfred North) (1913)
- Sauce for the Goose, co-regia di L. Rogers Lytton e James Young (1913)
- Bunny for the Cause   (1913)
- Love, Luck and Gasoline (1914)
- A Close Call (1914)
- Fanny's Melodrama co-regia Wally Van (1914)
- The Awakening of Barbara Dare (1914)
- Cutey's Wife co-regia Wally Van (1914)
- Hearts and the Highway (1915)
- L'invasione degli Stati Uniti (The Battle Cry of Peace), co-regia di J. Stuart Blackton (1915)
- Mrs. Dane's Danger (1916)
- Salvation Joan  (1916)
- The Mind-the-Paint Girl (1916)
- Hesper of the Mountains (1916)
- Over the Top (1918)
- The Mind-the-Paint Girl (1919)

### Aiuto regista
- The Sea Wolf, regia di Ralph Ince (1926)

### Attore
- Mrs. Dane's Danger, regia di Wilfrid North (1916)
- The Son of Wallingford, regia di George Randolph Chester e Lillian Christy Chester (1921)
- The Huntress, regia di John Francis Dillon e Lynn Reynolds (1923)
- The Drivin' Fool, regia di Robert T. Thornby (1923)
- Captain Blood, regia di David Smith e Albert E. Smith (1924)
- Tongues of Scandal, regia di Roy Clements (1927)
- The Terrible People, regia di Spencer Gordon Bennet (1928)
- The Fourflusher, regia di Wesley Ruggles (1928)
- The Trial of Mary Dugan, regia di Bayard Veiller (1929)
- La ragazza del bacio (Street Girl), regia di Wesley Ruggles (1929)
- Cavalcata (Cavalcade), regia di Frank Lloyd (1933)